# Кустов, Борис Александрович
Борис Александрович Кустов (22 октября 1937, Свердловск — 20 марта 2010, Новокузнецк) — советский металлург, директор Западно-Сибирского Металлургического комбината (ЗСМК) с 1986—1996, профессор кафедры СибГИУ, кандидат технических наук, академик. Заслуженный металлург Российской Федерации (1993).

## Биография
Родился в Свердловске 22 октября 1937 года. Отец был железнодорожным строителем и семья вскоре переехала в Пермь, а в 1951 году в Сталинск Кемеровской области. Окончив школу, поступил в 1955 году в Сибирский металлургический институт им. С.Орджоникидзе. Одновременно работал обрубщиком, формовщиком, подручным сталевара на Кузнецком металлургическом комбинате.
По окончании института в 1960 году по распределению, вместе с молодой женой, уехал в Комсомольск-на-Амуре. В 1963 году вернулся в Сталинск, который ещё в 1961 году был переименован в Новокузнецк и стал работать на Кузнецком металлургическом комбинате им. Ленина — начал термистом литейного цеха и вскоре стал стал старшим мастером. В ноябре 1964 года перешёл на Западно-Сибирский металлургический комбинат — начальником участка стального литья ещё недостроенного литейного цеха, который возглавил в 1969 году. С 1980 года возглавил производственный отдел ЗСМК; затем стал главным инженером. На комбинате им были выполнены исследования по продувке доменного передельного чугуна азотом. На основании исследований были отработаны оптимальные режимы продувки доменного передельного чугуна азотом, что позволило со значительным экономическим эффектом осуществить на ЗСМК массовое производство изложниц из чугуна первой плавки. 
С 1986 года Б. А. Кустов был генеральным директором ЗСМК. При нём на комбинате были открыты новые производства: МНЛЗ, цеха по производству товаров народного потребления, мебельная и обувная фабрика, и производство безалкогольных напитков, пивзавод. С 1994 года был профессором кафедры СибГИУ. В феврале 1996 года был вынужден оставить должность директора; ему было предъявлено обвинение в растрате 600 миллиардов рублей, но расследование было прекращено за отсутствием состава преступления. В 1996 году стал соучредителем и возглавил Кузбасскую марганцевую кампанию по разработке Дурновского месторождения. В 1996—1997 годах возглавлял департамент металлургии Кемеровской области. Затем создал и возглавил Кузбасское отделение Международной и российской инженерной академии.
В 1997 году Борис Александрович возглавил Федерацию шахмат г. Новокузнецка в качестве её Президента. В работу федерации он привнес свои превосходные организаторские качества: видение главных целей, путей и сроков их достижения, но самое главное, умение подобрать людей и зажечь их своими идеями. Инициировал создание Попечительского совета Федерации, что позволило в короткие сроки сделать Новокузнецк центром шахматной жизни Сибири. Стали проводиться международные турниры среди мужчин и женщин, появилась целая плеяда международных мастеров и первый в городе международный гроссмейстер, а также два международный арбитра и арбитр ФИДЕ. Несмотря на тяжелую экономическую ситуацию, Федерации шахмат Новокузнецка удалось не только сохранить, но и развить шахматную инфраструктуру в городе. При непосредственном участии Бориса Александровича в Сибирском государственном университете начал работу великолепный шахматный клуб, а в 2001 году в городе открылась детско-юношеская спортивная школа по шахматам, которая сейчас носит его имя. Логическим итогом проводимой работы стало проведение в городе чемпионата Мира среди студентов и финал чемпионата России среди мужчин. С 2002 до 2010 руководил фирмой «КОВА» .
Умер в Новокузнецке 20 марта 2010 года.

## Награды и звания
- орден святого благоверного князя Даниила Московского;
- 2 Ордена Трудового Красного Знамени;
- Медаль «За доблестный труд. В ознаменование 100-летия со дня рождения В. И. Ленина»;
- Медаль «За Трудовую Доблесть»;
- Медаль «За особый вклад в развитие Кузбасса» III степени;
- Медаль «За веру и добро»;
- Медаль «За служение Кузбассу»;
- Золотой знак «Кузбасс»;
- Заслуженный металлург Российской Федерации (1993)[1];
- Решением Новокузнецкого городского Совета народных депутатов № 7/51 от 28.06.2017 г., присвоено (посмертно) звание «Почетный гражданин города Новокузнецка»[2].

## Сочинения
- Производственно-исследовательские системы с многовариантной структурой. Новокузнецк, Кузбасский филиал Инженерной академии, 1992 (соавторы В. П. Авдеев, Л. П. Мышляев).
- Прогрессивные способы повышения свойств доменного чугуна / В. К. Афанасьев, Р. С. Айзатулов, Б. А. Кустов, М. В. Чибряков. — Кемерово : Кузбассвузиздат, 1999. — 257 с. — 300 экз. — ISBN 5-202-00377-3.
- Воспоминания. Б. А. Кустов
- Обретение достоинства. // Роман-газета. 1994, № 11.